# Championnat des Samoa de football 2016
Navigation
Édition 2014-2015 Édition 2018
La saison 2015-2016 du Championnat des Samoa de football est la 37e édition du championnat national, appelé la Samoa Premier League. La compétition regroupe les douze meilleures formations de l'archipel, qui s'affrontent une seule fois. À la fin de la saison, les deux derniers du classement doivent disputer un barrage de promotion-relégation face aux deux premiers de First Division, la seconde division samoane.
C'est le Lupe o le Soaga, tenant du titre, qui termine à nouveau en tête du championnat, ne devançant Vaimoso SC, qu'à la faveur d'une meilleure différence de buts générale. Vaitele Uta SC complète le podium, à cinq points du duo de tête. Il s'agit du troisième titre de champion des Samoa de l'histoire du club.

## Participants
- Kiwi Football Club
- Vaivase-Tai Football Club
- Moaula United FC
- Central United FC
- Vaiusu FC - promu de First Division
- Vaipuna SC
- Adidas Soccer Club
- BSL Vaitele Uta SC
- Moamoa Rosters[1]
- Vaimoso SC
- Lupe o le Soaga
- Vaitoloa FC

## Compétition

### Classement final
Le classement est établi sur le barème de points classique (victoire à 3 points, match nul à 1, défaite à 0). 
| Rang | Équipe                    | Pts | J  | G | N | P  | Bp | Bc  | Diff |
| ---- | ------------------------- | --- | -- | - | - | -- | -- | --- | ---- |
| 1    | Lupe o le SoagaT          | 29  | 11 | 9 | 2 | 0  | 76 | 12  | +64  |
| 2    | Vaimoso SC                | 29  | 11 | 9 | 2 | 0  | 42 | 11  | +31  |
| 3    | BSL Vaitele Uta SC        | 24  | 11 | 8 | 0 | 3  | 21 | 19  | +2   |
| 4    | Kiwi Football Club        | 20  | 11 | 6 | 2 | 3  | 71 | 11  | +60  |
| 5    | Moaula United FC          | 20  | 11 | 6 | 2 | 3  | 45 | 23  | +22  |
| 6    | Vaiusu FCP                | 19  | 11 | 6 | 1 | 4  | 35 | 19  | +16  |
| 7    | Vaivase-Tai Football Club | 19  | 11 | 5 | 4 | 2  | 33 | 17  | +16  |
| 8    | Adidas Soccer Club        | 10  | 11 | 3 | 1 | 7  | 17 | 33  | -16  |
| 9    | Vaitoloa FC               | 9   | 11 | 2 | 3 | 6  | 28 | 29  | -1   |
| 10   | Vaipuna SC                | 7   | 11 | 2 | 1 | 8  | 32 | 57  | -25  |
| 11   | Moamoa Rosters            | 3   | 11 | 1 | 0 | 10 | 10 | 74  | -64  |
| 12   | Central United FC         | 0   | 11 | 0 | 0 | 11 | 9  | 111 | -102 |

|  | Champion des Samoa 2016                              |
|  | Participation au barrage de promotion-relégation     |
|  | T : Tenant du titre P : Club promu de First Division |

### Barrage de promotion-relégation
Les 11e et 12e de Premier League, Moamoa Rosters et Central United FC, retrouvent les 1er et 2e de First League, Togafuafua Saints et Lepea SC, au sein d'une poule unique où les clubs se rencontrent tous une fois. Les deux premiers participeront au championnat de première division la saison prochaine, les deux derniers iront en seconde division.
| Rang | Équipe                 | Pts | J | G | N | P | Bp | Bc | Diff |  | Résultats (▼ dom., ► ext.) | Tog | Lep | Moa | CUn |
| ---- | ---------------------- | --- | - | - | - | - | -- | -- | ---- |  | -------------------------- | --- | --- | --- | --- |
| 1    | Togafuafua Saints (D2) | 9   | 3 | 3 | 0 | 0 | 17 | 4  | +13  |  | Togafuafua Saints (D2)     |     | 2-0 | 7-4 | 8-0 |
| 2    | Lepea SC               | 6   | 3 | 2 | 0 | 1 | 8  | 3  | +5   |  | Lepea SC                   |     |     | 5-1 | 3-0 |
| 3    | Moamoa Rosters         | 3   | 3 | 1 | 0 | 2 | 11 | 12 | -1   |  | Moamoa Rosters             |     |     |     | 6-0 |
| 4    | Central United FC      | 0   | 3 | 0 | 0 | 3 | 0  | 17 | -17  |  | Central United FC          |     |     |     |     |

|  | Promotion ou maintien en Premier League |
|  | Relégation ou maintien en First League  |

## Bilan de la saison
| Championnat des Samoa de football 2016 |                            |
| Champion                               | Lupe o le Soaga (3e titre) |
| Promotions et relégations              |                            |
| Promus en Samoa Premier League         | Togafuafua Saints          |
| Promus en Samoa Premier League         | Lepea SC                   |
| Relégués en First Division             | Moamoa Rosters             |
| Relégués en First Division             | Central United FC          |